# Hoja de maíz
La hoja de maíz (Zea mays), tradicionalmente llamada amero en Colombia, chala en el Cono Sur, farfolla en España, panca en Perú, totomoxtle en el centro de México, joloch o joloche en el sureste de México, y tusa en Centroamérica. Es una parte de la planta muy apreciada en diversas culturas de América Latina, donde tiene multitud de funciones: como envoltura para cocinar los tamales y otros alimentos, o bien para conservarlos, o como comida para el ganado.
En la Mesoamérica prehispánica era un material común para hacer cintas, cuerdas y otros objetos. También son muy usadas en la artesanía local mexicana. En Xico, Veracruz, existe un museo dedicado a este producto.
De cada mazorca se obtienen de 8 a 10 hojas.

## Terminología
En el centro de México este producto es conocido con el término «totomoxtle», que procede del náhuatl tōtomōxtli /toːto'moːʃtɬi/, ‘hoja seca del maíz’. Otras ortografías registradas son: totomate, totomochcle, totomochi, totomochtle, totomochtli, totomoite, totomoscle, totomosle, totomoste y totomoztle. En las áreas de influencia maya se denomina hoja de joloche, holoch, holoche, joloch o joroche.
Por su parte, en Perú se le denomina «panca», del quechua pancca o p'anqa que literalmente se traduce como la panoja del choclo. La denominación «chala» también proviene del quechua (chhalla).
En el centro y oriente de Colombia es denominado «amero» (del muisca, ab ‘maíz’ + bena ‘lo que rodea’ + el sufijo español -o). En España es conocido como «farfolla» (del lat. malum folium ‘mala hoja’).

## Usos

### Uso culinario
Tradicionalmente se usaban hojas de maíz secas para conservar alimentos como la mantequilla fresca, los quesos, o el piloncillo. La hoja de maíz se usa para cocinar los tamales, las humitas, los mextlapiques o la carne, la hoja necesita ser rehidratada en agua hasta que queden flexibles otra vez, proceso que puede durar desde 15 minutos o hasta varias horas, según la antigüedad y sequedad de las hojas.
En Perú se utilizan las hojas frescas como instrumento culinario tradicional, en forma de brocha, para untar aderezo a los anticuchos mientras se asan al fuego de una parrilla. También se usa como envoltorio de las chapanas, especie de tamal dulce hecho con masa de yuca y chancaca. En el departamento de Lambayeque es utilizado para elaborar las panquitas de life, un asado de pescado.

### Uso como componente de cigarrillos
Antiguamente, en ciertas culturas nativas americanas fue común enrolar el tabaco en hojas de maíz secas. También se puede usar como sustituto del propio tabaco. Cuando las hojas de maíz están frescas, se cortan en forma de rectángulos, generalmente con tijeras. Se guardan a la sombra, y cuando se secan, se utilizan para liar tabaco y formar pitillos.
En Argentina se lo conoce como cigarro de chala. En Uruguay se lo conoce también como naco y se utiliza para fumar el tabaco de cuerda que se elabora con tabaco enrollado en alquitrán formando una cuerda larga, esta forma de prensado permite desmenuzarlo con un cuchillo y recuerda levemente aquella de la marihuana. Por esta misma razón en  México, las hojas secas del maíz se usan también como alternativa al papel de fumar para cigarrillos de marihuana, ya que no son nocivas y su combustión es lenta. En Chile eran conocidos como «cigarrillos de panca» o «cigarros de hoja», mientras que los exportados a Europa se les denominaba «guatemaltecos».

### Uso en la artesanía

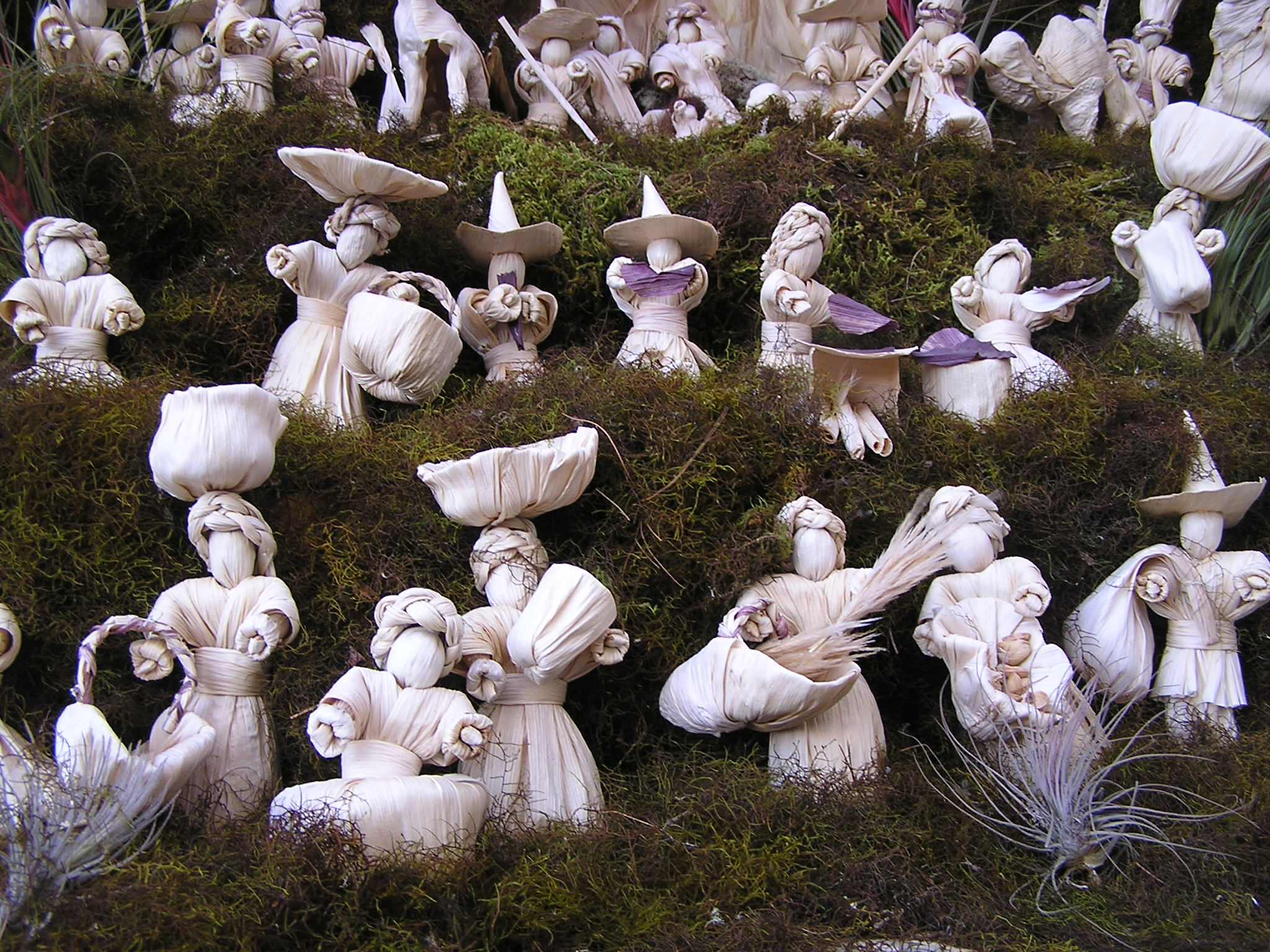
Figuritas hechas de hojas de maíz en la Noche de Rábanos (Oaxaca)

Tradicionalmente en México las hojas de maíz se han usado para elaborar artesanías como muñecas, flores, pajaritos y otros animales, alebrijes, canastos o aretes entre otros. Este tipo de manualidades forman parte de la cultura de muchos lugares del centro y sur de México. Por ejemplo, en Xico, Veracruz, se elaboran artesanías de todo tipo con el totomoxtle e incluso existe un museo dedicado a ello.
Para usar las hojas secas del maíz es recomendable primero remojarlas. Se escogen las hojas en mejor estado, se remojan y se modifican según lo que se desee realizar, también se pueden pintar (se recomiendan pinturas a base de agua en vez de aceite). Entre los materiales que se pueden necesitar en este tipo de manualidades son: hilo y aguja, alambre, pinceles, tijeras, algodón (para rellenar) y mucha creatividad.

### Otros usos
Las hojas de maíz fueron también usadas como relleno para mobiliario en zonas agrícolas, como las chacras.